# Ostpreußische Eishockeymeisterschaft 1928/29
Die Saison 1928/29 der Ostpreußischen Eishockeymeisterschaft wurde vom Landesverband Ostdeutschland ausgetragen. Meister wurde der VdS Tilsit, der dadurch erstmals für die Deutsche Meisterschaft qualifiziert war.

## Ostpreußische Meisterschaft
| Januar 1929 | VfK Königsberg | 2:0 (0:0, 2:0, 0:0) | VfB Königsberg |  |

| Januar 1929 | VfL Rastenburg | 3:3 (2:2, 0:1, 1:0) | VdS Tilsit |  |

| Januar 1929 | VdS Tilsit | 1:1 (1:0, 0:1, 0:0) | VfB Königsberg |  |

| Januar 1929 | VfL Rastenburg | 2:1 (1:0, 0:1, 1:0) | VfK Königsberg |  |

| Januar 1929 | VdS Tilsit | 2:0 (2:0, 0:0, 0:0) | VfK Königsberg |  |

| Januar 1929 | VfL Rastenburg | 0:0 (0:0, 0:0, 0:0) | VfB Königsberg |  |

| Rang |                | Sp | S | U | N | Tore | Pkt |
| ---- | -------------- | -- | - | - | - | ---- | --- |
| 1.   | VdS Tilsit     | 3  | 1 | 2 | 0 | 6:4  | 4:2 |
| 2.   | VfL Rastenburg | 3  | 1 | 2 | 0 | 5:4  | 4:2 |
| 3.   | VfK Königsberg | 3  | 1 | 0 | 2 | 3:4  | 2:4 |
| 4.   | VfB Königsberg | 3  | 0 | 2 | 1 | 1:3  | 2:4 |

Erläuterungen: Finale; Abkürzungen: Sp = Spiele, S = Siege, U = Unentschieden, N = Niederlagen, Pkt: Punkte

### Finale
| Januar 1929 | VdS Tilsit | 3:0 | VfL Rastenburg |  |

## Königsberger Meisterschaft
Im Dezember 1928 gewann der VfB Königsberg die Königsberger Meisterschaft. Weitere Teilnehmer waren:
- VfK Königsberg
- Königsberger HC
- SpVgg ASCO Königsberg
- SV Prussia-Samland Königsberg